# 2023-as alpesisí-világbajnokság
A 47. alpesisí-világbajnokságot a franciaországi Courchevelben és Méribelben rendezték meg 2023. február 5. és 19. között.

## Eredmények

### Férfiak
| Versenyszám                 | Arany                             | Arany                          | Ezüst                                    | Ezüst                       | Bronz                             | Bronz                   |
| --------------------------- | --------------------------------- | ------------------------------ | ---------------------------------------- | --------------------------- | --------------------------------- | ----------------------- |
| Lesiklás (DH)               | Marco Odermatt · Svájc            | 1:47,05                        | Aleksander Aamodt Kilde · Norvégia       | 1:47,53                     | Cameron Alexander · Kanada        | 1:47,94                 |
| Műlesiklás (SL)             | Henrik Kristoffersen · Norvégia   | 1:39,50                        | Aléxandrosz Joánisz Gínisz · Görögország | 1:39,70                     | Alex Vinatzer · Olaszország       | 1:39,88                 |
| Óriás-műlesiklás (GS)       | Marco Odermatt · Svájc            | 2:34,08                        | Loïc Meillard · Svájc                    | 2:34,40                     | Marco Schwarz · Ausztria          | 2:34,48                 |
| Szuperóriás-műlesiklás (SG) | James Crawford · Kanada           | 1:07,22                        | Alexander Aamodt Kilde · Norvégia        | 1:07,23                     | Alexis Pinturault · Franciaország | 1:07,48                 |
| Kombináció                  | Alexis Pinturault · Franciaország | 1:53,31                        | Marco Schwarz · Ausztria                 | 1:53,41                     | Raphael Haaser · Ausztria         | 1:53,75                 |
| Parallel óriás-műlesiklás   | Alexander Schmid · Németország    | Alexander Schmid · Németország | Dominik Raschner · Ausztria              | Dominik Raschner · Ausztria | Timon Haugan · Norvégia           | Timon Haugan · Norvégia |

### Nők
| Versenyszám                 | Arany                               | Arany                            | Ezüst                               | Ezüst                  | Bronz                                                   | Bronz                              |
| --------------------------- | ----------------------------------- | -------------------------------- | ----------------------------------- | ---------------------- | ------------------------------------------------------- | ---------------------------------- |
| Lesiklás (DH)               | Jasmine Flury · Svájc               | 1:28,03                          | Nina Ortlieb · Ausztria             | 1:28,07                | Corinne Suter · Svájc                                   | 1:28,15                            |
| Műlesiklás (SL)             | Laurence St. Germain · Kanada       | 1:43,15                          | Mikaela Shiffrin · Egyesült Államok | 1:43,72                | Lena Dürr · Németország                                 | 1:43,84                            |
| Óriás-műlesiklás (GS)       | Mikaela Shiffrin · Egyesült Államok | 2:07,14                          | Federica Brignone · Olaszország     | 2:07,25                | Ragnhild Mowinckel · Norvégia                           | 2:07,35                            |
| Szuperóriás-műlesiklás (SG) | Marta Bassino · Olaszország         | 1:28,06                          | Mikaela Shiffrin · Egyesült Államok | 1:28,17                | Cornelia Hütter · Svájc · Kajsa Vickhoff Lie · Norvégia | 1:28,39                            |
| Kombináció                  | Federica Brignone · Olaszország     | 1:57,47                          | Wendy Holdener · Svájc              | 1:59,09                | Ricarda Haaser · Ausztria                               | 1:59,73                            |
| Parallel óriás-műlesiklás   | Maria Therese Tviberg · Norvégia    | Maria Therese Tviberg · Norvégia | Wendy Holdener · Svájc              | Wendy Holdener · Svájc | Thea Louise Stjernesund · Norvégia                      | Thea Louise Stjernesund · Norvégia |

### Vegyes
| Versenyszám   | Arany | Arany | Ezüst | Ezüst | Bronz                                                                  | Bronz                                                                  |
| ------------- | --- | --- | --- | --- | ---------------------------------------------------------------------- | ---------------------------------------------------------------------- |
| Csapatverseny | Egyesült Államok · Tommy Ford · Katie Hensien · Paula Moltzan · Nina O'Brien · River Radamus · Luke Winters | Egyesült Államok · Tommy Ford · Katie Hensien · Paula Moltzan · Nina O'Brien · River Radamus · Luke Winters | Norvégia · Timon Haugan · Kristin Lysdahl · Leif Kristian Nestvold-Haugen · Alexander Steen Olsen · Thea Louise Stjernesund · Maria Therese Tviberg | Norvégia · Timon Haugan · Kristin Lysdahl · Leif Kristian Nestvold-Haugen · Alexander Steen Olsen · Thea Louise Stjernesund · Maria Therese Tviberg | Kanada · Valérie Grenier · Erik Read · Jeffrey Read · Britt Richardson | Kanada · Valérie Grenier · Erik Read · Jeffrey Read · Britt Richardson |

## Éremtáblázat
| Helyezés | Ország           | Arany | Ezüst | Bronz | Összesen |
| -------- | ---------------- | ----- | ----- | ----- | -------- |
| 1.       | Svájc            | 3     | 3     | 1     | 7        |
| 2.       | Norvégia         | 2     | 3     | 4     | 9        |
| 3.       | Egyesült Államok | 2     | 2     | 0     | 4        |
| 4.       | Olaszország      | 2     | 1     | 1     | 4        |
| 5.       | Kanada           | 2     | 0     | 2     | 4        |
| 6.       | Franciaország    | 1     | 0     | 1     | 1        |
| 6.       | Németország      | 1     | 0     | 1     | 2        |
| 8.       | Ausztria         | 0     | 3     | 4     | 7        |
| 9.       | Görögország      | 0     | 1     | 0     | 1        |
| Összesen | Összesen         | 13    | 13    | 14    | 40       |